# Tertius (Sandbank)

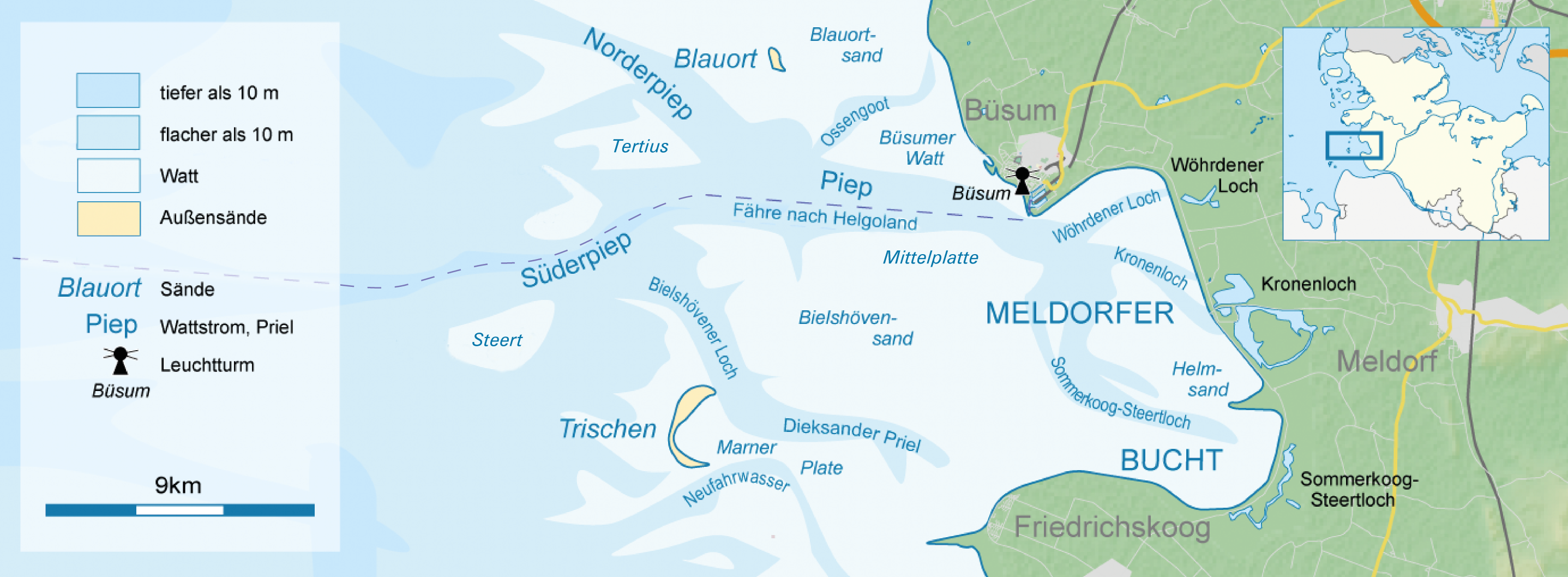
Karte der Meldorfer Bucht mit Tertius

Tertius oder auch Tertiussand ist eine Sandbank in der Helgoländer Bucht vor der Küste Dithmarschens. Sie liegt westlich der Mittelplate, zwischen Norder- und Süderpiep. Früher war Tertius ein Hochsand, ist aber seit Jahrzehnten häufig überflutet und besitzt daher keine Vegetation. Das Gebiet ist wie andere Hochsände oder überflutete Sandbänke keiner Gemeinde und keinem Landkreis zugeordnet.
Tertius liegt etwa 10 Kilometer westlich des Badeortes Büsum in der Meldorfer Bucht und unterliegt wie die anderen unbefestigten Inseln, Hochsände und Sandbänke an der Westküste Schleswig-Holsteins einer stetigen Ostwärtswanderung. Im Süden befindet sich die Insel Trischen, im Nordosten der Hochsand Blauort. Tertius und die gleichnamige umgebende Plate (Sandbank) Tertiussand werden vom Gezeitenstrom Piep umschlossen, der die Zufahrt zum Hafen von Büsum ermöglicht und sich hier seewärts in Norderpiep und Süderpiep aufteilt.
Auf der Sandbank rasten neben Seevögeln zahlreiche Robben, so dass von Büsum aus Ausflugsfahrten nach Tertius angeboten werden. Ein Betreten der im Nationalpark Schleswig-Holsteinisches Wattenmeer gelegenen Sandbank, die nicht in der Schutzzone I liegt, ist nur unter Auflagen möglich. Einziges Bauwerk auf Tertius ist eine Bake, ein Rohrmast mit einem Zylindertoppzeichen, das als optisches Seezeichen von weitem erkennbar ist.

## Bildergalerie

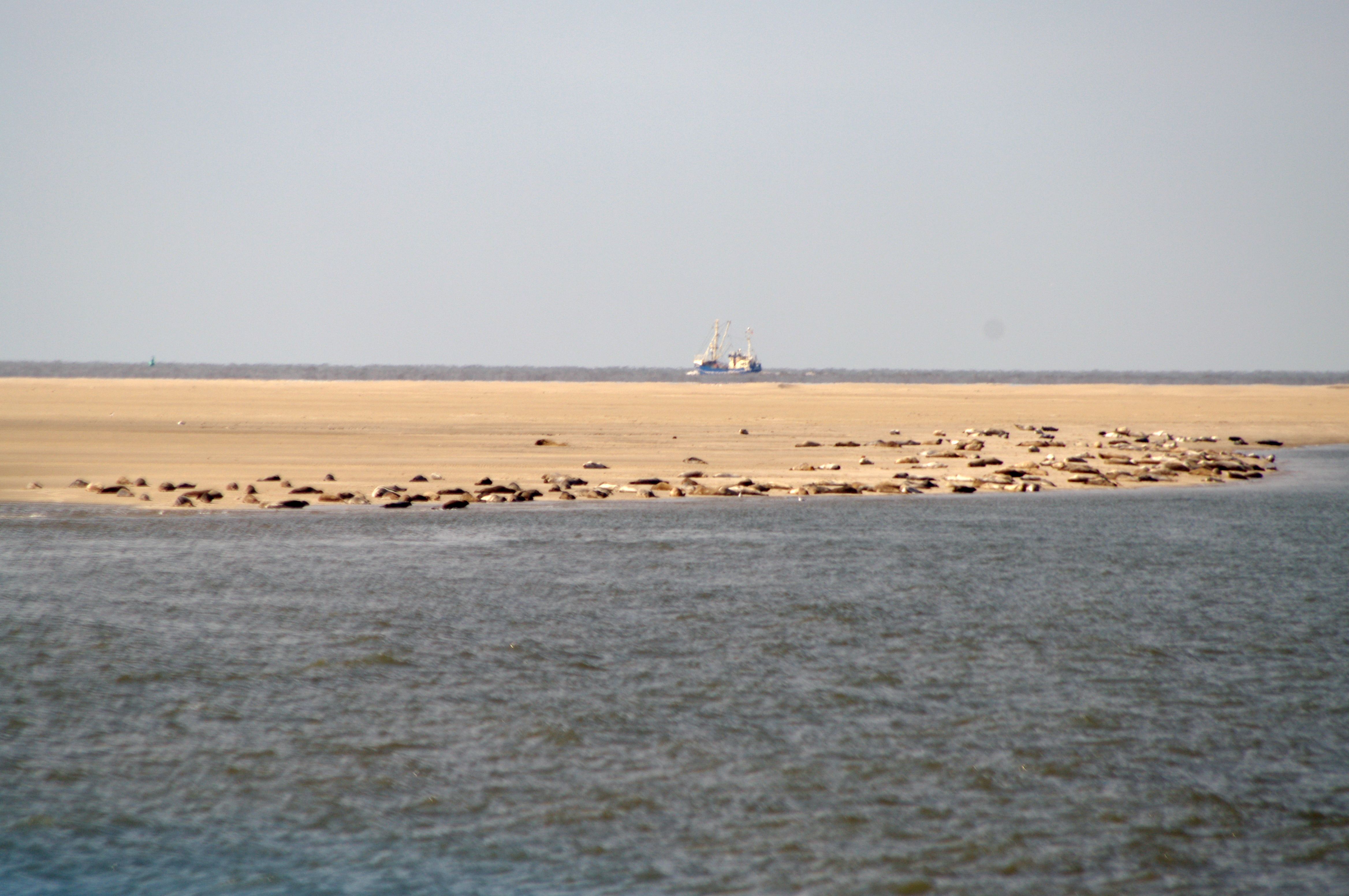
Tertius mit Seehunden
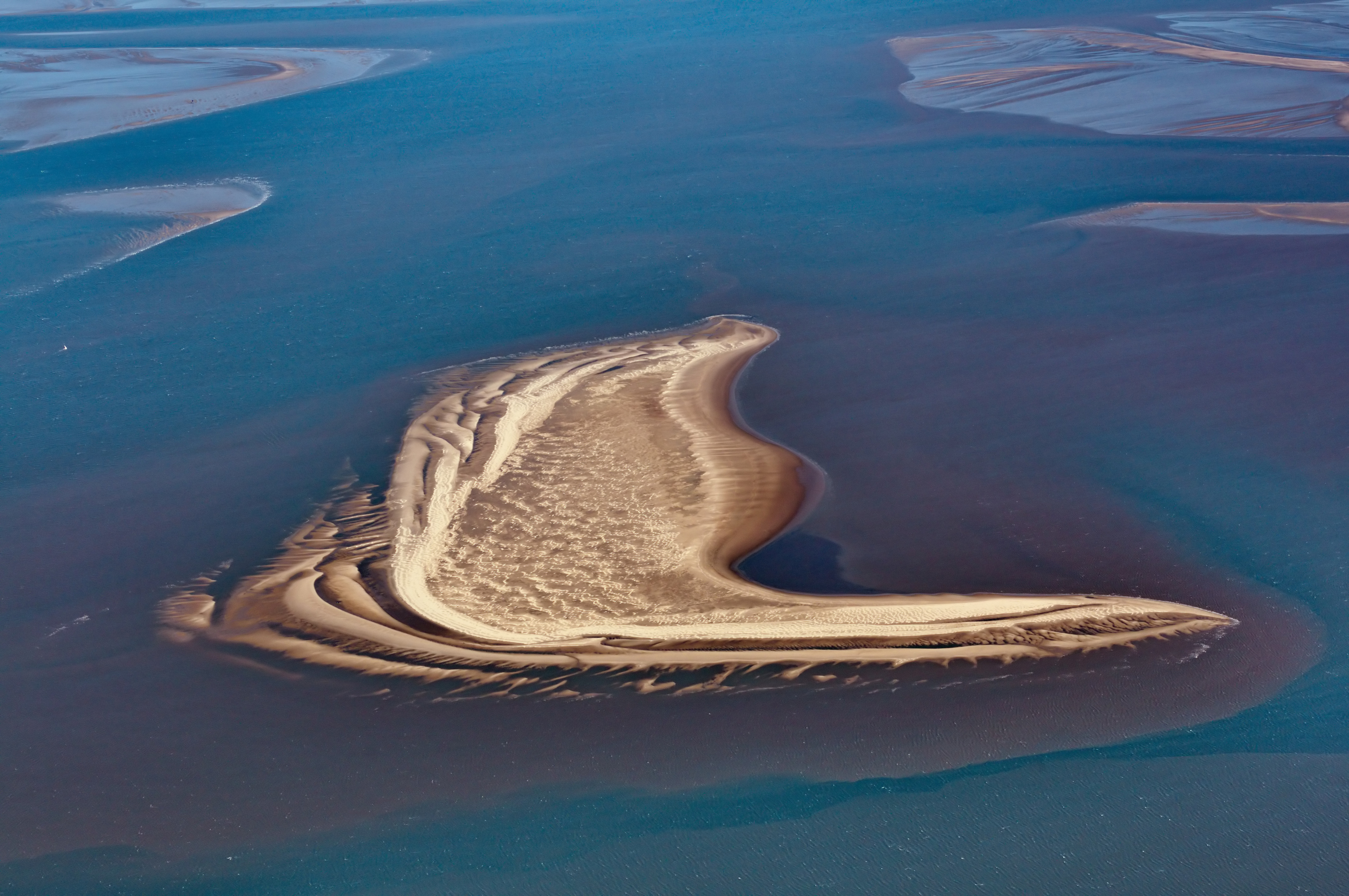
Tertius (von Südwesten)
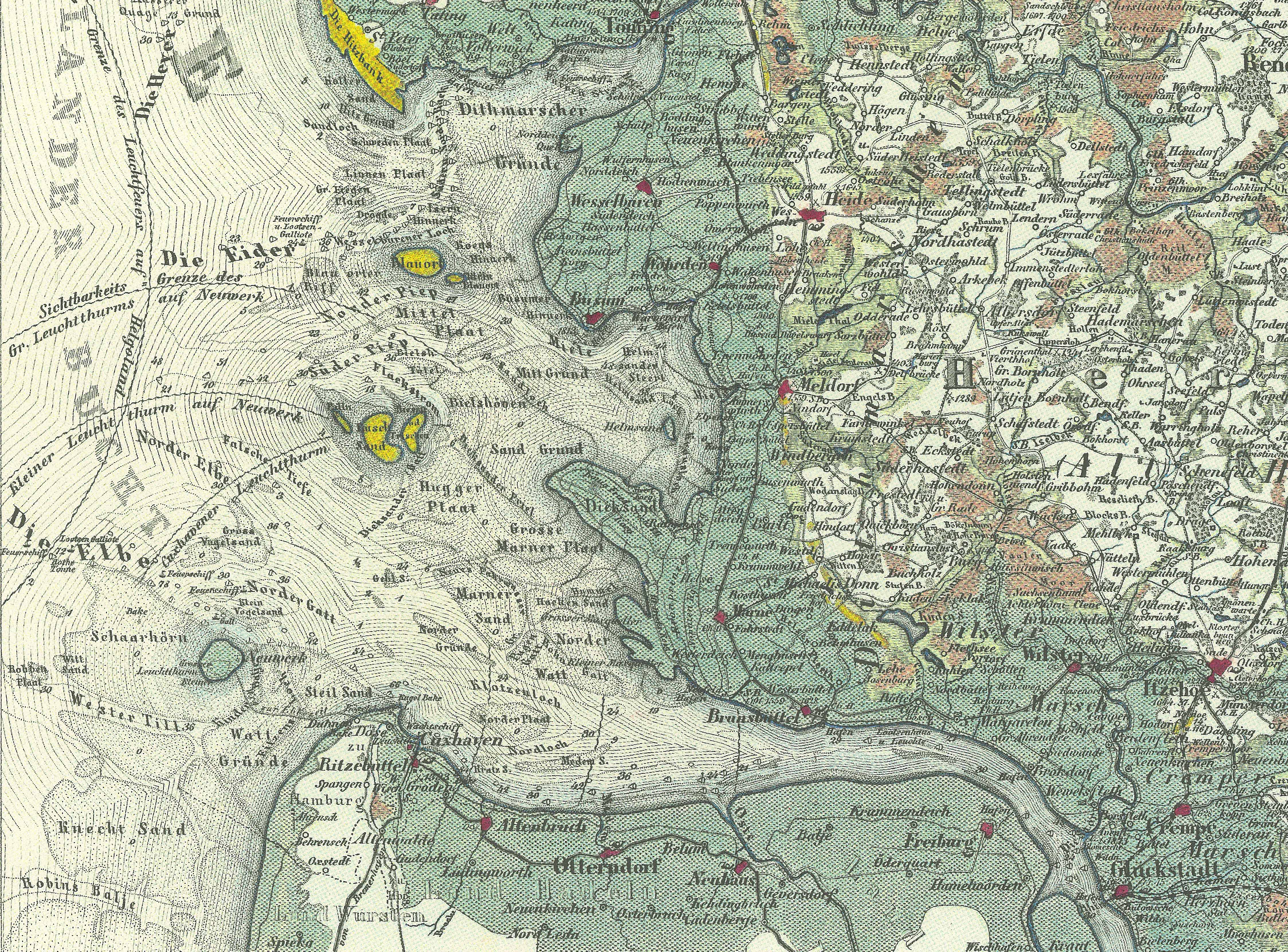
Auf Geerz’ Karte von 1858 ist zwischen den Prielen Norderpiep und Süderpiep die Mittel Plaat (nicht die 16 Kilometer weiter südlich gelegene Mittelplate) an Stelle des Tertius eingezeichnet, und östlich (festlandwärts) davon ist der Piep als Miele (Fluss) eingetragen.
Karte von 1893, Tertius und Mittelplate sind getrennt